# Kleine Wasserlinse
Die Kleine Wasserlinse (Lemna minor) ist eine Pflanzenart aus der Gattung der Wasserlinsen (Lemna) in der Unterfamilie der Wasserlinsengewächse (Lemnoideae) innerhalb der Familie der Aronstabgewächse (Araceae).

## Beschreibung und Ökologie

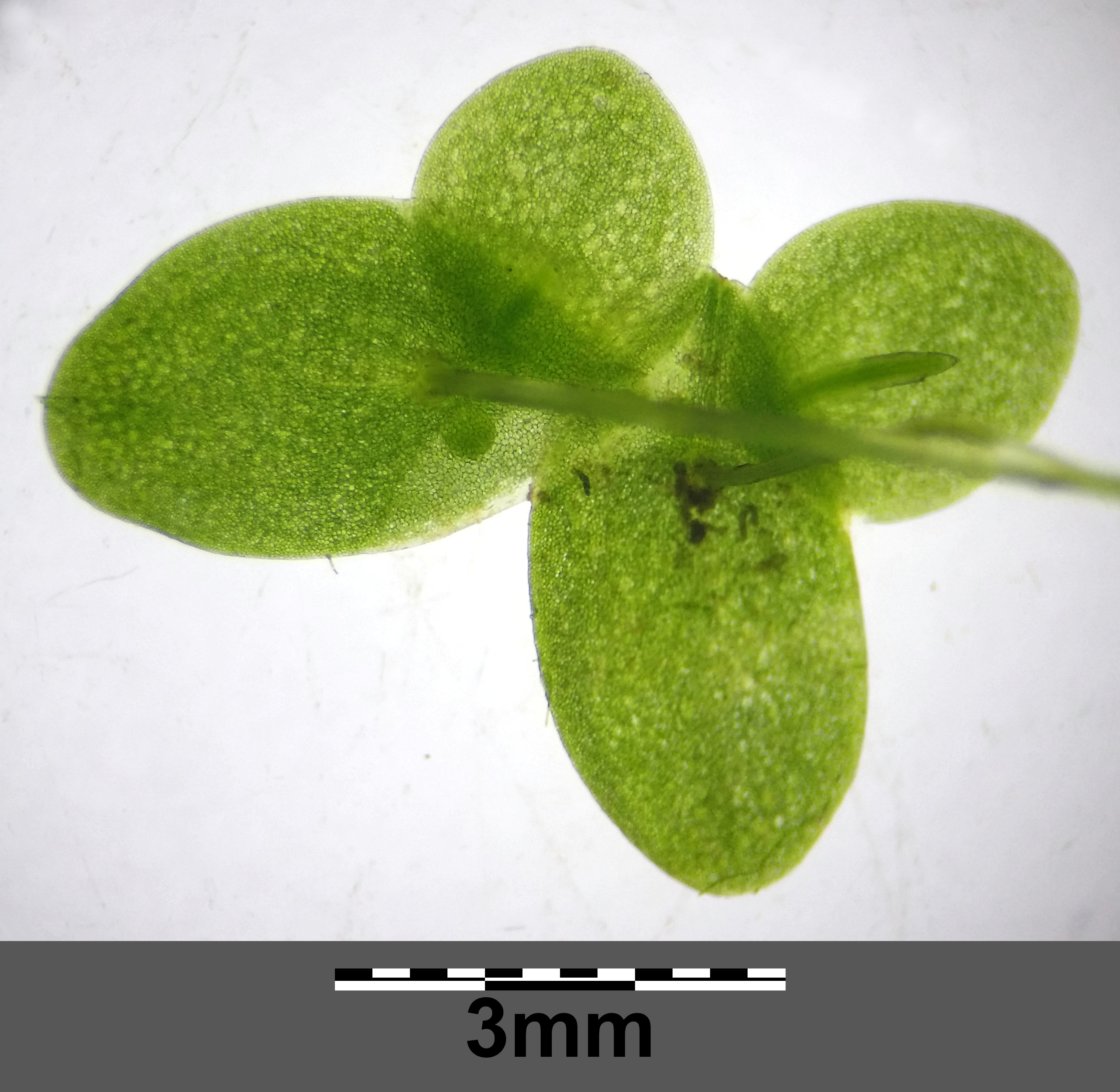
Kleine Wasserlinse von unten

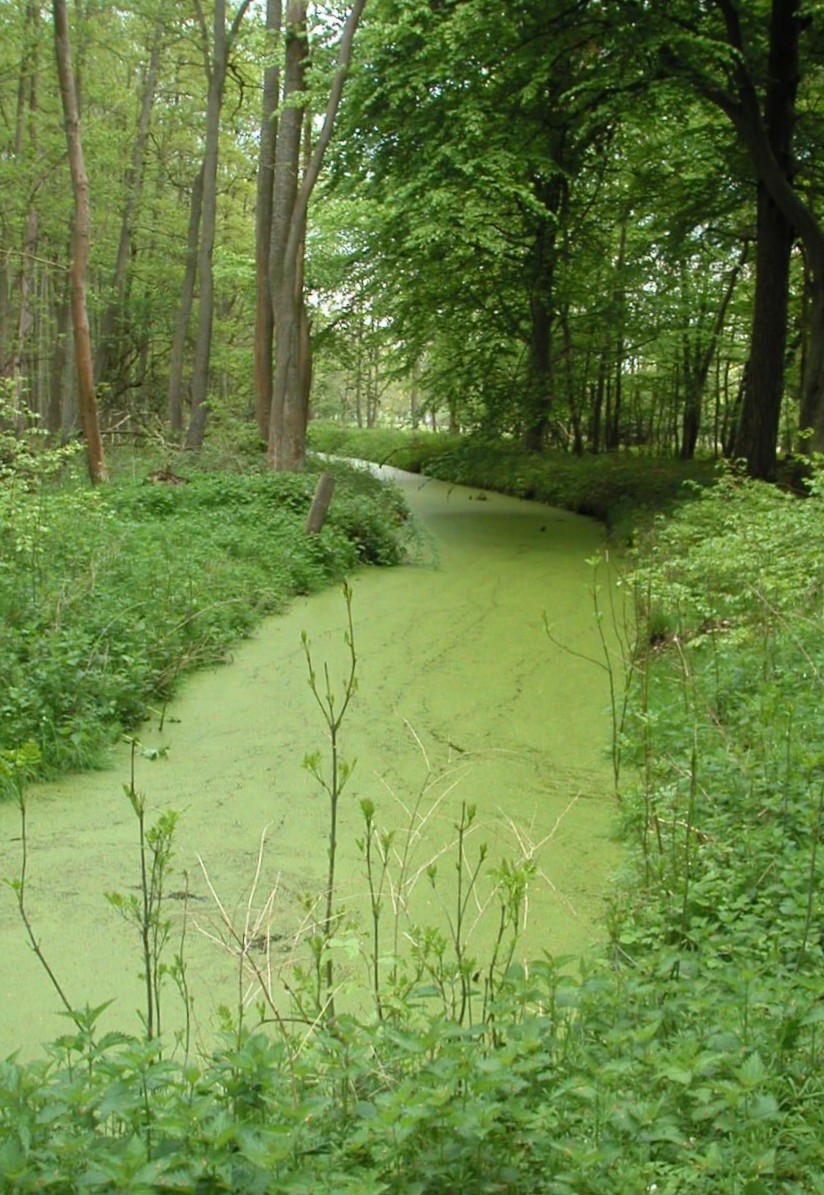
Gewässer mit Wasserlinsen auf dem Darß

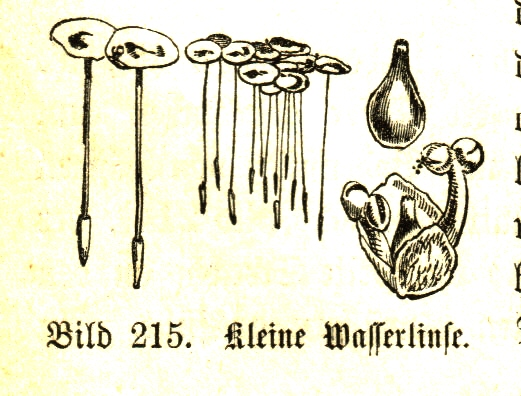
Botanische Illustration

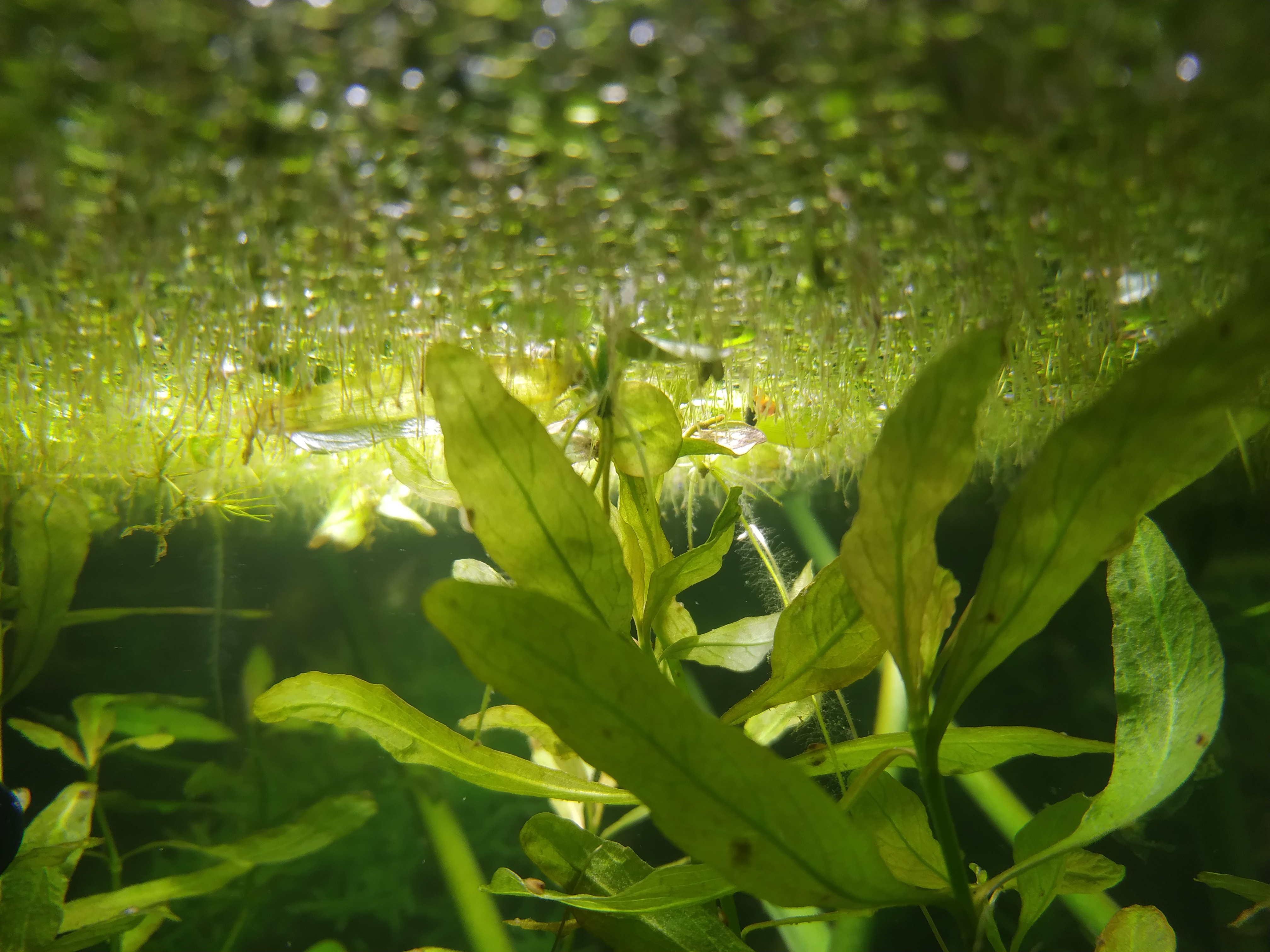
Wasserlinsenteppich mit Limnobium im Aquarium

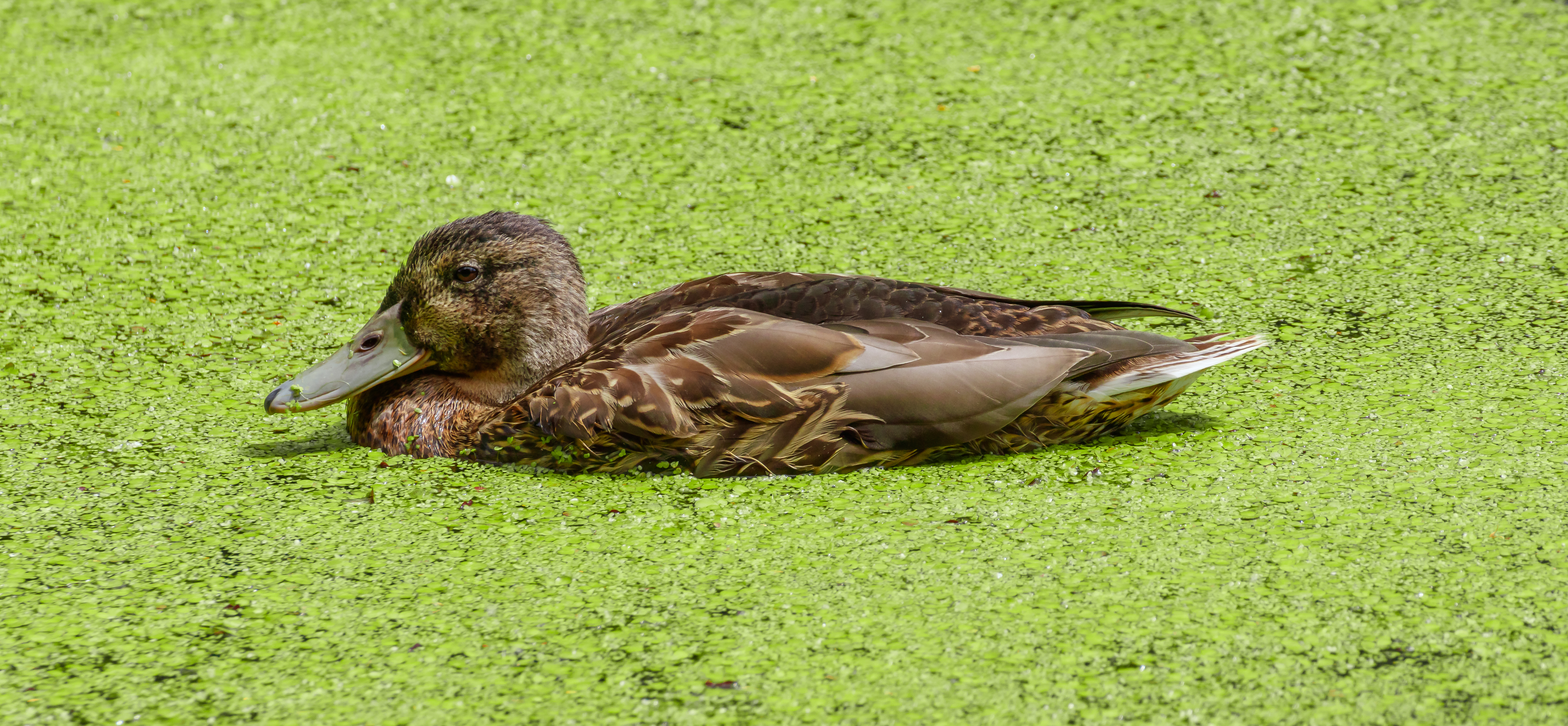
Schwimmende Stockente umgeben von Wasserlinsen

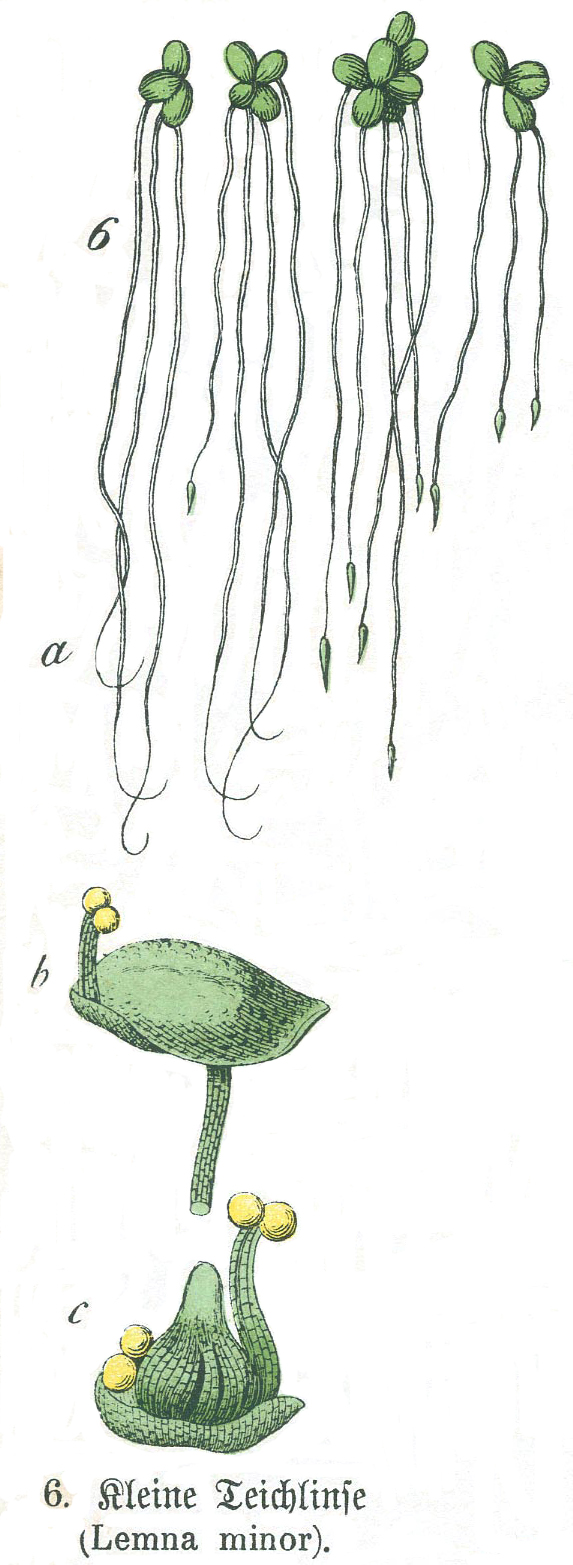
Illustration

Wasserlinsen bestehen meist aus einem oder mehreren Sprossgliedern mit luftgefüllten Hohlräumen, mit Hilfe derer sie auf oder knapp unter der Wasseroberfläche frei schwimmen. Die länglich-ovalen, an Schwimmblätter erinnernden Sprossglieder erreichen eine Größe von 2 bis 4, maximal 6 Millimeter. Von den „Blättchen“ wächst eine Wurzel ins Wasser, mit der Mineralien aufgenommen werden können, und die wie ein Bootkiel zur Schwimmstabilität der Pflanze beiträgt. Spezialzellen, sogenannte Idioblasten, sind reich an Oxalatnadeln und dienen vielleicht dem Schutz vor Schneckenfraß. 
Die Kleine Wasserlinse blüht in Deutschland nur selten. Die Blüten sind „Pollenscheibenblumen“ mit Wasserbestäubung. Überwasserblüher erfahren eine Zufallsbestäubung durch Wasserläufer, Spinnen und Schnecken. Die Blüten sind stark reduziert und sehr klein; die männlichen bestehen nur aus einem Staubblatt, die weiblichen nur aus einem Stempel mit trichterförmiger Narbe. Die Blütezeit erstreckt sich von Mai bis Juni
Die Früchte sind ein- bis mehrsamige Nüsse. Die etwa 1 Millimeter langen Samen erfahren eine Schwimmausbreitung.
Die Chromosomenzahl beträgt 2n = 40, seltener 2n = 20, 30, 42, 50, oder 80.

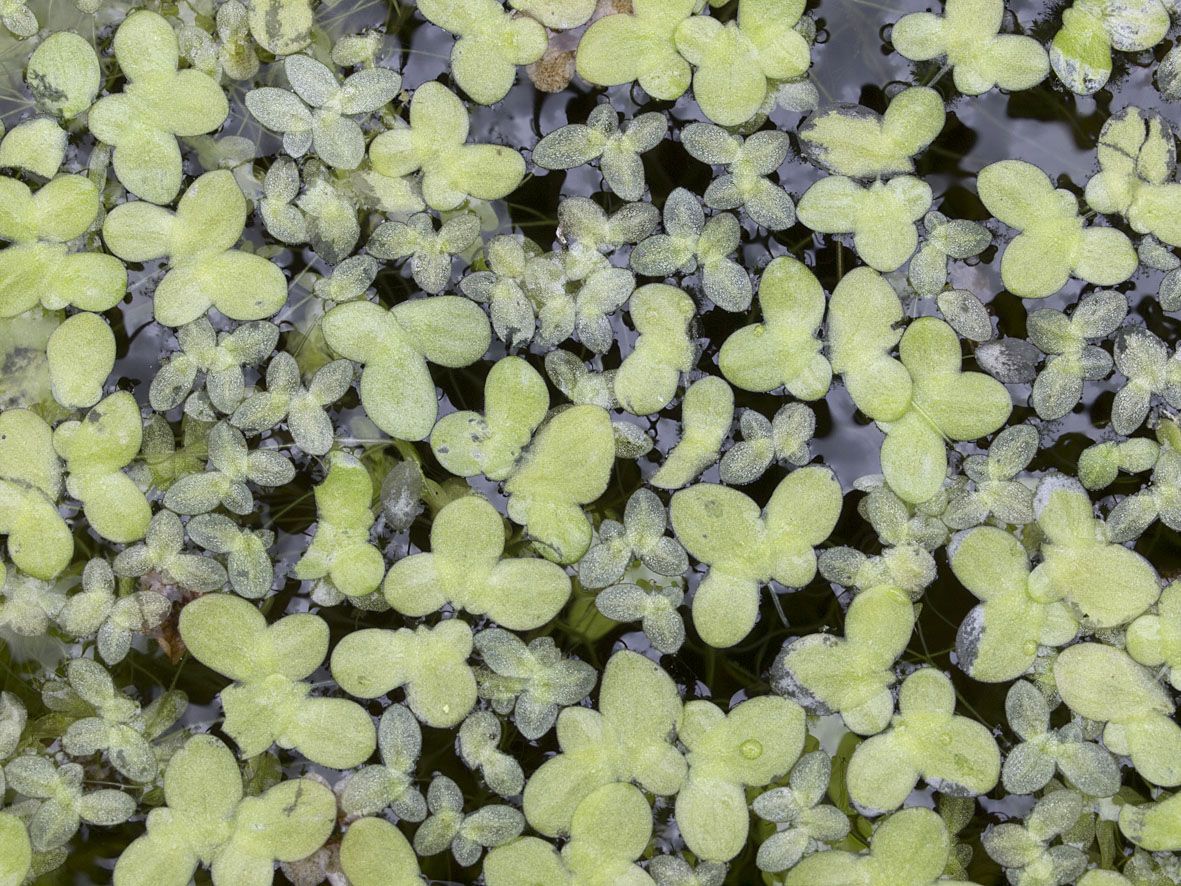
Gemischter Bestand von Lemna minor (große Blätter) und Lemna minuta (kleine Blätter, transparenter)

## Ähnliche Arten
Die Kleine Wasserlinse ist in vegetativem Zustand nur schwer von der Buckligen Wasserlinse zu unterscheiden. Noch ähnlicher sind eine Reihe erst in jüngerer Zeit nach Mitteleuropa eingeschleppter, neophytischer Wasserlinsen. Die inzwischen sehr häufige Zierliche Wasserlinse (Lemna minuta) ist noch kleiner. Die Rote Wasserlinse (Lemna turionifera) ist noch ähnlicher, sie ist am ehesten an den unterseits oft rot gefärbten „Blättchen“ unterscheidbar, vor allem im Herbst. Weitere selten gefundene neophytische Arten sind nur für Spezialisten unterscheidbar.

## Ökologie
Die Kleine Wasserlinse vermehrt sich vor allem ungeschlechtlich durch Sprossung, bei der seitlich hervorwachsende Sprosse entweder mit der Mutterpflanze verbunden bleiben oder sich selbständig machen. Im Herbst speichert sie Stärke, um dann zur Überwinterung auf den frostfreien Grund abzusinken.

## Vorkommen
Die Kleine Wasserlinse ist in den gemäßigten Gebieten von Nordamerika, Eurasien und Afrika weitverbreitet. In Australien und Neuseeland ist sie ein Neophyt. In Europa erstreckt sich ihr Vorkommen nordwärts bis etwa 66 Grad nördlicher Breite. In den Allgäuer Alpen steigt sie in einem Tümpel nahe der Dinigörgen-Alpe bei Rohrmoos in Bayern bis zu einer Höhenlage von 1250 Metern auf. Im Oberengadin erreicht sie bei Maloja eine Höhenlage von 1800 Meter und im Kanton Wallis bei Törbel 2000 Meter.
Die Kleine Wasserlinse kommt verbreitet und häufig auf stehenden Gewässern, wie etwa Teichen und Tümpeln vor, die sie bei genügend großem Angebot an Nährstoffen bald mit ihren Schwimmblättern völlig bedeckt; sie bildet eine Pflanzengesellschaft (manchmal zusammen mit anderen Arten der Wasserlinsengewächse). Dadurch tritt nur noch wenig Licht ins Gewässer ein, was submers vorkommende Pflanzen am Wachstum hindert und beispielsweise auch die Wassertemperatur beeinflusst. Die Kleine Wasserlinse ist eine Charakterart der Assoziation Lemnetum minoris aus dem Verband Lemnion minoris. Sie kommt vor bis zu einer Wassertiefe von 100, selten 250 Zentimetern.
Die ökologischen Zeigerwerte nach Landolt et al. 2010 sind in der Schweiz: Feuchtezahl F = 5v (überschwemmt mit schwimmenden Organen), Lichtzahl L = 3 (halbschattig), Reaktionszahl R = 3 (schwach sauer bis neutral), Temperaturzahl T = 3+ (unter-montan und ober-kollin), Nährstoffzahl N = 3 (mäßig nährstoffarm bis mäßig nährstoffreich), Kontinentalitätszahl K = 2 (subozeanisch).

## Taxonomie
Die Erstveröffentlichung von Lemna minor erfolgte 1753 durch Carl von Linné in Species Plantarum, Tomus II, Seite 970. Synonyme von Lemna minor L. sind; Hydrophace minor (L.) Bubani, Lenticula minor (L.) Scop., Lemna vulgaris (Lam.) Lam.

## Namensgebung und Verwendung
Im Volksmund bezeichnet man die Kleine Wasserlinse (lateinisch früher auch Lenticula aquae und lentigo) bzw. Wasserlinsengewächse im Allgemeinen auch als Entengrütze, Entengrün oder Entenflott, da sie Enten und Gänsen, aber auch Fischen als willkommene Nahrungsquelle dient. Ihre Trockensubstanz ist tatsächlich sehr protein- und stärkereich und rohfaserarm. Daher wird/wurde sie sogar als Viehfutter genutzt.
Die Proteine der Kleinen Wasserlinse sind in der Zusammensetzung der Aminosäuren und wegen des hohen Gehalts an Spurenelementen mit denen der Sojabohne vergleichbar. Deshalb wird die Art auch als Wildgemüse für den Menschen empfohlen. Da die Pflanze wirkungsvoll Mineralien speichert, kann allerdings zum Beispiel ihr Gehalt an Radium 100- bis 600-mal so hoch sein wie im Wasser, das sie umgibt. Wenn beispielsweise Enten sich überwiegend von diesen Wasserlinsen ernähren, kann auch in ihrem Fleisch die Radium-Konzentration bis auf das zehnfache erhöht sein und eine potentielle Gefahr für den Menschen sein, der solches Fleisch zu sich nimmt.